# العلاقات الإسرائيلية الطاجيكستانية
العلاقات الإسرائيلية الطاجيكستانية هي العلاقات الثنائية التي تجمع بين إسرائيل وطاجيكستان.

## مقارنة بين البلدين
هذه مقارنة عامة ومرجعية للدولتين:
| وجه المقارنة                                              | إسرائيل                                                             | طاجيكستان                          |
| --------------------------------------------------------- | ------------------------------------------------------------------- | ---------------------------------- |
| المساحة (كم2)                                             | 20.77 ألف                                                           | 143.10 ألف                         |
| عدد السكان (نسمة)                                         | 8.89 مليون                                                          | 8.92 مليون                         |
| الكثافة السكانية (ن./كم²)                                 | 428.02                                                              | 62.33                              |
| العاصمة                                                   | القدس                                                               | دوشنبه                             |
| اللغة الرسمية                                             | اللغة العبرية، اللغة العربية                                        | اللغة الطاجيكية                    |
| العملة                                                    | شيكل إسرائيلي جديد، شيكل إسرائيلي قديم، جنيه فلسطيني، جنيه إسرائيلي | ساماني طاجيكي، الروبل الطاجيكستاني |
| الناتج المحلي الإجمالي (بليون دولار)                      | 350.85 مليار                                                        | 7.15 مليار                         |
| الناتج المحلي الإجمالي (تعادل القوة الشرائية) بليون دولار | 306.51 مليار                                                        | 24.03 مليار                        |
| الناتج المحلي الإجمالي الاسمي للفرد دولار أمريكي          | 35.73 ألف                                                           | 925                                |
| الناتج المحلي الإجمالي للفرد دولار أمريكي                 | 36.58 ألف                                                           | 2.69 ألف                           |
| مؤشر التنمية البشرية                                      | 0.899                                                               | 0.624                              |
| رمز المكالمات الدولي                                      | +972                                                                | +992                               |
| رمز الإنترنت                                              | .il                                                                 | .tj                                |
| المنطقة الزمنية                                           | توقيت إسرائيل، Israel Summer Time ‏                                  | ت ع م+05:00                        |

## منظمات دولية مشتركة
يشترك البلدان في عضوية مجموعة من المنظمات الدولية، منها:
| علم المنظمة | اسم المنظمة                        | تاريخ انضمام إسرائيل | تاريخ انضمام طاجيكستان |
| ----------- | ---------------------------------- | -------------------- | ---------------------- |
|             | مؤسسة التنمية الدولية              | 22 ديسمبر 1960       | 4 يونيو 1993           |
|             | مؤسسة التمويل الدولية              | 26 سبتمبر 1956       | 2 ديسمبر 1994          |
|             | الأمم المتحدة                      | 11 مايو 1949         | 2 مارس 1992            |
|             | الاتحاد الدولي للاتصالات           | 24 يونيو 1948        | 28 أبريل 1994          |
|             | منظمة الشرطة الجنائية الدولية      | ?                    | ?                      |
|             | البنك الدولي للإنشاء والتعمير      | 12 يوليو 1954        | 4 يونيو 1993           |
|             | الاتحاد البريدي العالمي            | ?                    | ?                      |
|             | وكالة ضمان الاستثمار متعدد الأطراف | 21 مايو 1992         | 9 ديسمبر 2002          |
|             | يونسكو                             | 16 سبتمبر 1949       | 6 أبريل 1993           |
|             | الفريق المعني برصد الأرض           | ?                    | ?                      |

## وصلات خارجية
- موقع وزارة الخارجية الإسرائيلية